# Jachtkrabspinnen
Jachtkrabspinnen (Sparassidae) zijn een familie van spinnen bestaande uit 1094 soorten in 83 geslachten.

## Kenmerken
Deze spinnen lijken oppervlakkig gezien op krabspinnen, maar de jachtkrabspinnen hebben langere poten. Ze zijn over het algemeen saai gekleurd. De carapax en het achterlijf zijn afgeplat. Ze hebben 8 gelijkvormige ogen, met 4 aan de voorzijde van de carapax, die voorwaarts kijken. De pootspanwijdte kan 15 cm bedragen. De lichaamslengte varieert van 1 tot 5 cm.

## Leefwijze
Deze nachtactieve jagers zijn zeer efficiënt en jagen actief op prooien, terwijl krabspinnen deze in een hinderlaag opwachten. Grote soorten kunnen zelfs hagedissen overmeesteren. Ze zijn in staat om zich snel en handig zijwaarts te verplaatsen.

## Verspreiding en leefgebied
Deze familie komt vooral voor in tropische en sub-tropische gebieden.

## Geslachten
- Adcatomus Karsch, 1880
- Anaptomecus Simon, 1903
- Anchognatha Thorell, 1881
- Anchonastus Simon, 1898
- Arandisa Lawrence, 1938
- Barylestis Simon, 1910
- Beregama Hirst, 1990
- Berlandia Lessert, 1921
- Bhutaniella Jäger, 2000b
- Carparachne Lawrence, 1962
- Cebrennus Simon, 1880
- Cerbalus Simon, 1897
- Cercetius Simon, 1902
- Chrosioderma Simon, 1897
- Clastes Walckenaer, 1837
- Damastes Simon, 1880
- Decaphora Franganillo, 1931
- Defectrix Petrunkevitch, 1925
- Delena Walckenaer, 1837
- Dermochrosia Mello-Leitão, 1940
- Eodelena Hogg, 1903
- Eusparassus Simon, 1903
- Exopalystes Hogg, 1914
- Geminia Thorell, 1897
- Gnathopalystes Rainbow, 1899
- Heteropoda Latreille, 1804
- Holconia Thorell, 1877
- Irileka Hirst, 1998
- Isopeda L. Koch, 1875
- Isopedella Hirst, 1990
- Keilira Hirst, 1989
- Leucorchestris Lawrence, 1962
- Macrinus Simon, 1887
- Martensopoda Jäger, 2006
- Megaloremmius Simon, 1903
- Micrommata Latreille, 1804
- Microrchestris Lawrence, 1962
- Neosparassus Hogg, 1903
- Nisueta Simon, 1880
- Nolavia Kammerer, 2006
- Nonianus Simon, 1885
- Olios Walckenaer, 1837
- Orchestrella Lawrence, 1965
- Origes Simon, 1897
- Paenula Simon, 1897
- Palystella Lawrence, 1928
- Palystes L. Koch, 1875
- Panaretella Lawrence, 1937
- Pandercetes L. Koch, 1875
- Parapalystes Croeser, 1996
- Pediana Simon, 1880
- Pleorotus Simon, 1898
- Polybetes Simon, 1897
- Prusias O. P.-Cambridge, 1892
- Prychia L. Koch, 1875
- Pseudomicrommata Järvi, 1914
- Pseudopoda Jäger, 2000
- Pseudosparianthis Simon, 1887
- Quemedice Mello-Leitão, 1942
- Remmius Simon, 1897
- Rhacocnemis Simon, 1897
- Rhitymna Simon, 1897
- Sagellula Strand, 1942
- Sampaiosia Mello-Leitão, 1930
- Sarotesius Pocock, 1898
- Sinopoda Jäger, 1999
- Sivalicus Dyal, 1957
- Sparianthina Banks, 1929
- Sparianthis Simon, 1880
- Spariolenus Simon, 1880
- Staianus Simon, 1889
- Stasina Simon, 1877
- Stasinoides Berland, 1922
- Stipax Simon, 1898
- Strandiellum Kolosváry, 1934
- Thelcticopis Karsch, 1884
- Thomasettia Hirst, 1911
- Tibellomma Simon, 1903
- Tychicus Simon, 1880
- Typostola Simon, 1897
- Vindullus Simon, 1880
- Yiinthi Davies, 1994
- Zachria L. Koch, 1875

## Taxonomie
- Zie lijst van jachtkrabspinnen voor een volledig overzicht.

## Soorten in België en Nederland
De volgende jachtkrabspin komt in het wild in België en Nederland voor:
- Micrommata virescens (Clerck, 1757) - (Groene jachtspin)

Tussen geïmporteerde goederen wordt regelmatig de Heteropoda venatoria (bananenspin) aangetroffen. Via Indonesië is in de 19e eeuw ten minste één keer de Tychicus longipes naar Nederland gebracht. De kans dat deze spinnen zich in Nederland of België vestigen is minimaal; het klimaat laat dat niet toe.